# Michael Stewart (koszykarz)
Michael Curtis "Yogi" Stewart (ur. 25 kwietnia 1975 w Cucq) – amerykański koszykarz, występujący na pozycjach silnego skrzydłowego oraz środkowego, posiadający także francuskie obywatelstwo.

## Osiągnięcia
Na podstawie, o ile nie zaznaczono inaczej.
NCAA
- Uczestnik:
  - rozgrywek Sweet Sixteen turnieju NCAA (1997)
  - turnieju NCAA (1994, 1996, 1997)
- Zaliczony do składu I składu pierwszoroczniaków konferencji Pac 10 (1994)
- Lider konferencji Pac 10  w bokach (1994)[2]

NBA
- Uczestnik NBA Rookie Challenge (1998)

Reprezentacja
- Brązowy medalista Amerykańskiego Festiwalu Olimpijskiego (1994 – drużyna Zachodu)